# 47775 Johnanderson
47775 Johnanderson è un asteroide della fascia principale. Scoperto nel 2000, presenta un'orbita caratterizzata da un semiasse maggiore pari a 2,8592662 au e da un'eccentricità di 0,1413458, inclinata di 14,56693° rispetto all'eclittica.